# علي أكبر معين فر
علي أكبر معين فر (بالفارسية: علی‌اکبر معین‌فر) (14 يناير 1928 - 2 يناير 2018) هو سياسي إيراني وأول وزير نفط إيراني في الجمهورية الإسلامية الإيرانية، وكان قد خدم بين سنتي 1979 - 1980. لاحقاً أصبح عضواً في مجلس الشورى الإسلامي (1980 - 1984).

## عمله السياسي
عمل علي أكبر في تنظيم الخطة والميزانية خلال عهد الشاه محمد رضا بهلوي، وكان على تواصلٍ مع حركة حرية إيران والتي قادها مهدي بازركان الذي نسب به وزيراً للنفط لاحقاً، لكنه لم يكن عضواً رسمياً في الحركة.
خلال الثورة الإسلامية الإيرانية سنة 1979 أصبح علي أكبر عضواً في مجلس الثورة الإسلامية، وعمل أيضاً ناطقاً باسم المجلس. بعد نجاح الثورة أصبح رئيساً لمؤسسة التخطیط والمیزانیة في الحكومة الإيرانية المؤقتة ثم أضيف له منصب وزير النفط.